# 龍之奇蹟
《龍之奇蹟》（日语：ワンダーハッチ -空飛ぶ竜の島-），是一部2023年日本奇幻冒險動畫劇集，由Production I.G開發，大塚隆史和萩原健太郎執導。該劇將會結合動畫製作和真人拍攝，劇情背景同時設定於現實世界和虛構的動畫世界，講述一名孤僻的女高中生意外認識來自動畫世界的龍騎士而改變命運的經歷。
該劇於2023年12月20日在Disney+首播。

## 劇情背景
該劇講述無法適應生活環境的女高中生凪意外遇上性格相似、來自另一個世界的騎龍少年泰姆，並展開了一場影響著兩個世界的史詩般冒險。

## 演員
- 中島Sena 飾演 凪：熱愛奇幻故事的女高中生[1]。
- 奧平大兼 聲演 泰姆(タイム)：生活在異世界的騎龍少年[1]。
- 新田真劍佑 聲演 艾克達(アクタ)：泰姆仰慕的英雄龍騎士[1]。
- 武內駿輔 聲演 葛芬(ガフィン)：與泰姆一同前往現實世界的龍。武內為了聲演該角而特意透過觀察他的寵物犬來練習咆哮[2]。
- 津田健次郎 聲演 ジャイロ：威脅異世界(烏帕難陀)的角色[2]。
- 森田剛 飾演 柴田/史貝斯 ：神秘的便利商店店員
- 田中麗奈 飾演 花/創世主 ：女主角凪的母親，異世界(烏帕難陀)的創世主
- 成海璃子 飾演 虹咲 ：公共辯護人
- 三浦誠己 飾演 泰一 ：凪的父親
- Sumire スミレ 飾演 賽拉 ：異世界(烏帕難陀)被當作外來者而被排斥的研究員
- 伊曼紐爾·由人（エマニエル·由人）飾演 豆子 ：凪的朋友[3]。

## 製作
2022年11月30日，Disney+宣佈製作原創動畫劇集《龍之奇蹟》，由Production I.G開發，大塚隆史和萩原健太郎執導，藤本匡太編劇， 出水明日香設計人物原案，山本晃久、伊藤仁和涌田秀幸監製。該劇將會結合動畫製作和真人拍攝，並在宣佈製作時一併公佈將會由奧平大兼和新田真劍佑聲演、中島Sena出演。2023年4月，津田健次郎和武內駿輔加入聲演陣容。同年10月4日，該劇釋出由森本千繪設計的宣傳海報。

## 發行
2023年7月10日，Disney+宣佈該劇定檔於同年年末至翌年年初首播。同年10月4日，該劇宣佈定檔於12月20日首播。

## 外部連結
- 官方網站
- 互联网电影数据库（IMDb）上《龍之奇蹟》的资料（英文）